# José Ángel Iríbar
José Ángel Iribar Cortajarena, também conhecido como Txopo Iríbar (Zarautz, 1 de março de 1943) é um ex-futebolista espanhol e treinador de futebol, atuou como goleiro.

## Carreira

### Athletic Bilbao
Sua carreira está identificada com o time basco Athletic Bilbao, pelo qual obteve os títulos da Copa do Rei em 1969 e 1973. É o recordista de jogos com 614 partidas.

### Seleção Espanhola
Pela seleção espanhola, ganhou a Eurocopa de 1964, e disputou a Copa do Mundo de 1966.